# Liste grenzüberschreitender Hochspannungsleitungen
Diese Seite listet grenzüberschreitende Hochspannungsleitungen auf. Sie ist bisher unvollständig und möglicherweise nicht mehr aktuell.

## Schweiz-Italien
| Umspannwerk im 1. Land | Umspannwerk im 2. Land | Übertragungs- spannung in kV | Maximale Übertragungs- leistung in MVA | Inbetrieb- nahme | Lage des Grenz- überschreitungspunkts | Bemerkungen             |
| ---------------------- | ---------------------- | ---------------------------- | -------------------------------------- | ---------------- | ------------------------------------- | ----------------------- |
| Airolo                 | Ponte                  | 220                          | 257                                    |                  | 46° 27′ 37,0″ N, 008° 27′ 04,7″ O     |                         |
| Gorduno                | Mese                   | 220                          | 257                                    |                  | 46° 09′ 47,5″ N, 009° 09′ 26,6″ O     |                         |
| Soazza                 | Bulciago               | 380                          | 1142                                   |                  | 46° 19′ 20,5″ N, 009° 17′ 45,5″ O     |                         |
| Lavorgo                | Musignano              | 380                          | 1118                                   |                  | 46° 05′ 42,4″ N, 008° 48′ 59,3″ O     |                         |
| Campocologno           | Poschiavino            | 150                          | 103                                    |                  | 46° 13′ 50,3″ N, 010° 08′ 45,1″ O     |                         |
| Robbia                 | Sondrio                | 220                          | 257                                    |                  | ?                                     | abgebaut? unterirdisch? |
| Riddes                 | Avise                  | 220                          | 290                                    |                  | 45° 51′ 34,7″ N, 007° 11′ 14,7″ O     |                         |
| Riddes                 | Valpelline             | 220                          | 290                                    |                  | 45° 51′ 34,7″ N, 007° 11′ 14,7″ O     |                         |
| Mörel                  | Pallanzeno             | 220                          | 257                                    |                  | 46° 09′ 57,3″ N, 008° 09′ 06,9″ O     |                         |
| Robbia                 | San Fiorano            | 380                          | 1000                                   |                  | 46° 13′ 44,5″ N, 010° 08′ 31,7″ O     |                         |
| Robbia                 | San Fiorano            | 380                          | 1000                                   |                  | 46° 13′ 44,5″ N, 010° 08′ 31,7″ O     |                         |

## Schweiz-Frankreich
| Umspannwerk im 1. Land | Umspannwerk im 2. Land | Übertragungs- spannung in kV | Maximale Übertragungs- leistung in MVA | Inbetrieb- nahme | Lage des Grenz- überschreitungspunkts                                                                 | Bemerkungen                         |
| ---------------------- | ---------------------- | ---------------------------- | -------------------------------------- | ---------------- | --- | ----------------------------------- |
| Bassecourt             | Sierentz               | 380                          | 1186                                   |                  | 47° 26′ 07,2″ N, 007° 11′ 52,1″ O                                                                     |                                     |
| Laufenburg             | Sierentz               | 380                          | 1167                                   |                  | 47° 39′ 31,2″ N, 007° 31′ 36,7″ O 47° 33′ 15,8″ N, 008° 02′ 34,0″ O                                   | Leitung läuft über deutsches Gebiet |
| Bassecourt             | Dambelin               | 380                          | 789                                    |                  | 47° 19′ 48,0″ N, 007° 03′ 03,1″ O                                                                     |                                     |
| Verbois                | Bois-Tollot            | 380                          | 1211                                   |                  | 46° 14′ 18,2″ N, 006° 03′ 08,5″ O                                                                     |                                     |
| Chamoson               | Bois-Tollot            | 380                          | 1409                                   |                  | 46° 17′ 49,8″ N, 006° 07′ 14,3″ O 46° 17′ 39,8″ N, 006° 06′ 53,4″ O 46° 17′ 21,2″ N, 006° 06′ 30,8″ O | dreifache Grenzquerung              |
| Verbois                | Génissiat              | 220                          | 280                                    |                  | 47° 19′ 48,0″ N, 007° 03′ 03,1″ O                                                                     |                                     |
| Verbois                | Génissiat              | 220                          | 280                                    |                  | 47° 19′ 48,0″ N, 007° 03′ 03,1″ O                                                                     |                                     |
| Verbois                | Chancy-Pougny          | 130                          | 52                                     |                  | 46° 11′ 03,5″ N, 005° 59′ 35,7″ O                                                                     |                                     |
| La Bâtiaz              | Vallorcine             | 220                          | 266                                    |                  | 46° 03′ 07,8″ N, 006° 56′ 27,2″ O                                                                     |                                     |
| Riddes                 | Cornier                | 220                          | 275                                    |                  | 46° 15′ 27,8″ N, 006° 51′ 17,2″ O                                                                     |                                     |
| St.-Triphon            | Cornier                | 220                          | 275                                    |                  | 46° 15′ 27,8″ N, 006° 51′ 17,2″ O                                                                     |                                     |
| Asphard                | Sierentz               | 380                          | 1167                                   |                  | 47° 39′ 31,2″ N, 007° 31′ 36,7″ O 47° 32′ 51,7″ N, 007° 45′ 24,0″ O                                   | Leitung läuft über deutsches Gebiet |

## Österreich-Italien
| Umspannwerk im 1. Land | Umspannwerk im 2. Land | Übertragungs- spannung in kV | Maximale Übertragungs- leistung in MVA | Inbetrieb- nahme | Lage des Grenz- überschreitungspunkts | Bemerkungen |
| ---------------------- | ---------------------- | ---------------------------- | -------------------------------------- | ---------------- | ------------------------------------- | ----------- |
| Lienz                  | Soverzene              | 220                          | 257                                    | 1952             | 46° 39′ 17,2″ N, 012° 33′ 32,3″ O     |             |
| Greuth (Arnoldstein)   | Tarvisio               | 132                          |                                        | 2013             | 46° 31′ 56,7″ N, 013° 38′ 53,7″ O     | privat      |
| Steinach               | Brenner                | 110                          |                                        | 2021             | 47° 00′ 33,6″ N, 011° 29′ 55,5″ O     |             |
| Nauders                | Glurns                 | 220                          |                                        | 2023             | 46° 50′ 51,6″ N, 010° 30′ 20,6″ O     |             |

## Österreich-Schweiz
| Umspannwerk im 1. Land | Umspannwerk im 2. Land | Übertragungs- spannung in kV | Maximale Übertragungs- leistung | Inbetrieb- nahme | Lage des Grenz- überschreitungspunkts | Bemerkungen |
| ---------------------- | ---------------------- | ---------------------------- | ------------------------------- | ---------------- | ------------------------------------- | ----------- |
| Meiningen              | Y-Rehag                | 220                          | 501                             |                  | 47° 18′ 14,5″ N, 009° 33′ 55,3″ O     |             |
| Meiningen              | Winkeln                | 220                          | 776                             |                  | 47° 18′ 14,5″ N, 009° 33′ 55,3″ O     |             |
| Westtirol              | Pradella               | 380                          | 1340                            |                  | 46° 51′ 57,6″ N, 010° 28′ 11,3″ O     |             |
| Westtirol              | Pradella               | 380                          | 1340                            |                  | 46° 51′ 57,6″ N, 010° 28′ 11,3″ O     |             |

## Österreich-Tschechien
| Umspannwerk 1        | Umspannwerk 2 | Betreiber 1         | Betreiber 2 | Übertragungs- spannung in kV | max. Übertragungs- leistung in MVA | Inbetrieb- nahme | Koordinaten des Grenzüberschreitungspunktes | Bemerkungen |
| -------------------- | ------------- | ------------------- | ----------- | ---------------------------- | ---------------------------------- | ---------------- | ------------------------------------------- | --- |
| Dürnrohr             | Slavetice     | Austrian Power Grid | ČEPS        | 380                          | 1.711                              | 1983             | 48° 44′ 51,5″ N, 016° 05′ 21,2″ O           | Bis 1996 Kupplung des UTCPE- und CENTREL-Netzes über HGÜ-Kurzkupplung im Umspannwerk Dürnrohr |
| Dürnrohr             | Slavetice     | Austrian Power Grid | ČEPS        | 380                          | 1.711                              | 2008             | 48° 44′ 51,5″ N, 016° 05′ 21,2″ O           | |
| Neusiedl an der Zaya | Sokolnice     | Austrian Power Grid | ČEPS        | 220                          | 269                                | 1958             | 48° 42′ 45,0″ N, 016° 48′ 19,0″ O           | Baubeginn der Leitung 1943 durch Alpen-Elektrowerke, Fertigstellung 1958 Leitung führte im Endausbau von Ernsthofen nach Byczyna (Polen) (vermutlich) Richtbetrieb bis ca. 1995, Neubau der Trasse auf österreichischem Gebiet als Weinviertelleitung bis 2022 |
| Neusiedl an der Zaya | Sokolnice     | Austrian Power Grid | ČEPS        | 220                          | 269                                | 1958             | 48° 42′ 45,0″ N, 016° 48′ 19,0″ O           | Baubeginn der Leitung 1943 durch Alpen-Elektrowerke, Fertigstellung 1958 Leitung führte im Endausbau von Ernsthofen nach Byczyna (Polen) (vermutlich) Richtbetrieb bis ca. 1995, Neubau der Trasse auf österreichischem Gebiet als Weinviertelleitung bis 2022 |

## Österreich-Slowenien
| Umspannwerk im 1. Land | Umspannwerk im 2. Land | Übertragungs- spannung in kV | Maximale Übertragungs- leistung | Inbetrieb- nahme | Lage des Grenz- überschreitungspunkts | Bemerkungen |
| ---------------------- | ---------------------- | ---------------------------- | ------------------------------- | ---------------- | ------------------------------------- | ----------- |
| Obersielach            | Podlog                 | 220                          | 351                             |                  | 46° 33′ 49,4″ N, 014° 50′ 05,2″ O     |             |
| Kainachtal             | Maribor                | 380                          | 1514                            |                  | 46° 41′ 29,6″ N, 015° 39′ 02,6″ O     |             |

## Österreich-Ungarn
| Umspannwerk im 1. Land | Umspannwerk im 2. Land | Übertragungs- spannung in kV | Maximale Übertragungs- leistung | Inbetrieb- nahme | Lage des Grenz- überschreitungspunkts | Bemerkungen                     |
| ---------------------- | ---------------------- | ---------------------------- | ------------------------------- | ---------------- | ------------------------------------- | ------------------------------- |
| Wien Süd-Ost           | Győr                   | 220                          | 305                             | 1968             | 47° 55′ 17,3″ N, 017° 06′ 32,1″ O     |                                 |
| Neusiedl               | Győr                   | 220                          | 305                             | 1968             | 47° 55′ 17,3″ N, 017° 06′ 32,1″ O     |                                 |
| Zurndorf               | Győr                   | 380                          | 1514                            | 1993             | 47° 54′ 33,4″ N, 017° 06′ 04,0″ O     | 1993–1996 über HGÜ-Kurzkupplung |
| Zurndorf               | Szombathely            | 380                          | 1514                            | 2010             | 47° 54′ 33,4″ N, 017° 06′ 04,0″ O     |                                 |

## Deutschland-Niederlande
| Umspannwerk 1  | Umspannwerk 2      | Betreiber 1    | Betreiber 2 | Übertragungs- spannung in kV | max. Übertragungs- leistung in MVA | Inbetrieb- nahme | Koordinaten des Grenzüberschreitungspunktes                    | Bemerkungen |
| -------------- | ------------------ | -------------- | ----------- | ---------------------------- | ---------------------------------- | ---------------- | -------------------------------------------------------------- | --- |
| Diele          | Meeden             | TenneT TSO     | Tennet      | 380                          | 1.382                              | 1987             | 53° 09′ 00,4″ N, 007° 11′ 22,2″ O                              | bis 1995 mit 220 kV betrieben |
| Diele          | Meeden             | TenneT TSO     | TenneT      | 380                          | 1.382                              | 1995             | 53° 09′ 00,4″ N, 007° 11′ 22,2″ O                              | |
| Lathen         | Musselkanaal       | PreußenElektra | EDON        | 110                          | 120                                | 1974             |                                                                | abgebaut 1997 |
| Gronau         | Hengelo            | Amprion        | TenneT      | 380                          | 1.790                              | 1984             | 52° 11′ 40,2″ N, 006° 57′ 45,6″ O                              | |
| Gronau         | Hengelo            | Amprion        | TenneT      | 380                          | 1.790                              | 1984             | 52° 11′ 40,2″ N, 006° 57′ 45,6″ O                              | |
| Wesel          | Doetinchem         | Amprion        | TenneT      | 380                          |                                    | 2018             | 51° 51′ 50,5″ N, 006° 27′ 02,2″ O                              | 380-kV-Leitung Wesel–Doetinchem, Vollwandmasten |
| Wesel          | Doetinchem         | Amprion        | TenneT      | 380                          |                                    | 2018             | 51° 51′ 50,5″ N, 006° 27′ 02,2″ O                              | 380-kV-Leitung Wesel–Doetinchem, Vollwandmasten |
| Pfalzdorf      | Gelderlandcentrale | RWE            | RWE         | 110                          |                                    | 1944             |                                                                | War während des Zweiten Weltkriegs als 220-kV-Doppelleitung geplant, nur ein 110-kV-Stromkreis wurde realisiert, wegen mangelndem Nutzen 1947 wieder abgerissen, heute Reste der Leitung auf deutschem Gebiet |
| Maalbroek      | Beersdal           | TenneT         | TenneT      | 150                          | 312                                | 1963             | 51° 04′ 23,0″ N, 005° 57′ 02,1″ O                              | niederländische 150-kV-Leitung, verläuft abschnittweise auf deutschem Gebiet |
| Maalbroek      | Beersdal           | TenneT         | TenneT      | 150                          | 312                                | 1963             | 51° 04′ 23,0″ N, 005° 57′ 02,1″ O                              | niederländische 150-kV-Leitung, verläuft abschnittweise auf deutschem Gebiet |
| Maalbroek      | Beersdal           | TenneT         | TenneT      | 150                          | 312                                | 1963             | 51° 58′ 57,3″ N, 005° 58′ 56,2″ O                              | niederländische 150-kV-Leitung, verläuft abschnittweise auf deutschem Gebiet |
| Maalbroek      | Beersdal           | TenneT         | TenneT      | 150                          | 312                                | 1963             | 51° 58′ 57,3″ N, 005° 58′ 56,2″ O                              | niederländische 150-kV-Leitung, verläuft abschnittweise auf deutschem Gebiet |
| Rommerskirchen | Maasbracht         | Amprion        | TenneT      | 380                          | 1.645                              | 1967             | 51° 05′ 55,7″ N, 006° 02′ 23,1″ O                              | |
| Siersdorf      | Maasbracht         | Amprion        | TenneT      | 380                          | 1.698                              | 1967             | 51° 05′ 55,7″ N, 006° 02′ 23,1″ O                              | |
| Zukunft        | Lutterade          | RWE            | PLEM        | 220                          |                                    | 1947             |                                                                | Stromkreis fiel 1976 weg durch Umstellung des Abzweigs nach Lutterade auf 150 kV, Abbau der Leitung 1986 |
| Zukunft        | Jupille            | RWE            | PLEM        | 220                          |                                    | 1944             | Transitleitung zwischen Deutschland und Belgien, abgebaut 1986 | |

## Deutschland-Frankreich
| Umspannwerk 1               | Umspannwerk 2           | Betreiber 1                  | Betreiber 2                  | Übertragungs- spannung in kV | max. Übertragungs- leistung in MVA | Inbetrieb- nahme | Koordinaten des Grenzüberschreitungspunktes | Bemerkungen |
| --------------------------- | ----------------------- | ---------------------------- | ---------------------------- | ---------------------------- | ---------------------------------- | ---------------- | ------------------------------------------- | --- |
| Ensdorf                     | Vigy                    | Amprion                      | RTE                          | 380                          | 1.167                              | 1972             | 49° 16′ 16,0″ N, 006° 40′ 02,0″ O           | |
| Ensdorf                     | Vigy                    | Amprion                      | RTE                          | 380                          | 1.167                              | 1993             | 49° 16′ 16,0″ N, 006° 40′ 02,0″ O           | |
| Ensdorf                     | St. Avold               | Amprion                      | RTE                          | 220                          | 261                                | 1951             | 49° 13′ 07,0″ N, 006° 42′ 54,0″ O           | Leitung auf Deltamasten französischer Bauart, wurde zur Zeit des autonomen Saarlands gebaut                                                                                               |
| Kehl                        | Port du Rhin            | Netze BW                     | RTE                          | 110                          | 0                                  | 1931             | 48° 33′ 22,0″ N, 007° 48′ 28,1″ O           | Einkreisige Leitungsverbindung mit Kreuzungsmasten für zwei Stromkreise, außer Betrieb |
| Eichstetten                 | Vogelgrun               | TransnetBW                   | RTE                          | 220                          | 338                                |                  | 48° 00′ 56,0″ N, 007° 35′ 25,0″ O           | |
| Eichstetten                 | Muhlbach                | TransnetBW                   | RTE                          | 380                          | 1.751                              |                  | 48° 00′ 56,0″ N, 007° 35′ 25,0″ O           | |
| Eichstetten                 | Kembs                   | Badenwerk                    |                              | 110                          |                                    |                  |                                             | Abgebaut |
| Neuenburg                   | Mülhausen-Napoleoninsel | Oberrheinische Kraftwerke AG | Oberrheinische Kraftwerke AG | 70                           |                                    | 1914             |                                             | Abgebaut nach 1945, Teilstücke auf deutscher Seite bestehen als 20-kV-Leitung (siehe 70-kV-Leitung Mülhausen–Freiburg)                                                                    |
| Laufenburg (CH)             | Mülhausen-Napoleoninsel | Kraftwerk Laufenburg         |                              | 150                          |                                    |                  |                                             | Abgebaut in den 1970er Jahren, die vom Hochrhein her kommende Leitung wurde auf 110 kV degradiert und kurz vor der Grenze entlang der BAB 5 mit der Leitung Haltingen–Kleinkems verbunden |
| Asphard (CH)                | Sierentz                | TransnetBW                   | RTE                          | 380                          |                                    |                  | 47° 39′ 31,0″ N, 007° 31′ 36,0″ O           | Ursprünglich 220-kV-Stromkreis Schwörstadt–Sierentz, seit Umstellung auf 380 kV und Einschleifung einer in die Schweiz führenden Leitung auf deutschem Gebiet reine Transitleitung        |
| Laufenburg (CH)             | Sierentz                | TransnetBW                   | RTE                          | 380                          |                                    |                  | 47° 39′ 31,0″ N, 007° 31′ 36,0″ O           | Zunächst mit 150 kV betrieben |
| Schwörstadt                 | Kembs                   | Badenwerk                    |                              | 110                          |                                    |                  |                                             | Abgebaut in den 1970er Jahren, Abschnitte der Leitung auf deutschem Gebiet bestehen noch                                                                                                  |
| Schwörstadt / Grißheim      | Kembs                   | Badenwerk                    |                              | 110                          |                                    |                  |                                             | Abgebaut in den 1970er Jahren, Abschnitte der Leitung auf deutschem Gebiet bestehen noch                                                                                                  |
| Weil am Rhein-Schusterinsel | Mülhausen-Napoleoninsel | Kraftwerk Laufenburg         |                              | 20                           |                                    |                  |                                             | |

## Deutschland-Schweiz
| Umspannwerk im 1. Land | Umspannwerk im 2. Land | Übertragungs- spannung in kV | Maximale Übertragungs- leistung | Inbetrieb- nahme | Lage des Grenz- überschreitungspunkts | Bemerkungen |
| ---------------------- | ---------------------- | ---------------------------- | ------------------------------- | ---------------- | ------------------------------------- | ----------- |
| Schwörstadt            | Möhlin                 | 110                          |                                 |                  | 47° 35′ 09,6″ N, 007° 50′ 25,1″ O     |             |
| Schwörstadt            | Rheinfelden            | 110                          |                                 |                  | 47° 35′ 03,1″ N, 007° 50′ 36,9″ O     |             |
| Schwörstadt            | Münchwilen             | 110                          |                                 |                  | 47° 35′ 03,1″ N, 007° 50′ 36,9″ O     |             |
| Gurtweil               | Laufenburg             | 220                          | 485                             |                  | 47° 33′ 17,5″ N, 008° 02′ 40,9″ O     |             |
| Gurtweil               | Laufenburg             | 220                          | 485                             |                  | 47° 33′ 17,5″ N, 008° 02′ 40,9″ O     |             |
| Kühmoos                | Laufenburg             | 220                          | 295                             |                  | 47° 33′ 16,6″ N, 008° 02′ 36,7″ O     |             |
| Kühmoos                | Laufenburg             | 220                          | 485                             |                  | 47° 33′ 16,6″ N, 008° 02′ 36,7″ O     |             |
| Kühmoos                | Laufenburg             | 380                          | 1620                            |                  | 47° 33′ 16,6″ N, 008° 02′ 36,7″ O     |             |
| Kühmoos                | Laufenburg             | 380                          | 1620                            |                  | 47° 33′ 16,1″ N, 008° 02′ 34,9″ O     |             |
| Kühmoos                | Laufenburg             | 380                          | 1580                            |                  | 47° 33′ 16,1″ N, 008° 02′ 34,9″ O     |             |
| Tiengen                | Laufenburg             | 380                          | 1158                            | 1967             | 47° 33′ 17,1″ N, 008° 02′ 38,6″ O     |             |
| Tiengen                | Beznau                 | 380                          | 1158                            | 1965             | 47° 36′ 47,2″ N, 008° 14′ 52,5″ O     |             |
| Tiengen                | Beznau                 | 220                          | 335                             | 1965             | 47° 36′ 47,2″ N, 008° 14′ 52,5″ O     |             |
| Tiengen                | Klingnau               | 110                          | 57                              | 1965             | 47° 36′ 47,2″ N, 008° 14′ 52,5″ O     |             |
| Kühmoos                | Asphard                | 380                          | 1340                            |                  | 47° 32′ 52,0″ N, 007° 45′ 24,3″ O     |             |
| Engstlatt              | Laufenburg             | 380                          | 1675                            | 1978             | 47° 33′ 17,1″ N, 008° 02′ 38,6″ O     |             |

### Bahnstrom
| Umspannwerk im 1. Land | Umspannwerk im 2. Land | Übertragungs- spannung in kV | Maximale Übertragungs- leistung | Inbetrieb- nahme | Lage des Grenz- überschreitungspunkts | Bemerkungen |
| ---------------------- | ---------------------- | ---------------------------- | ------------------------------- | ---------------- | ------------------------------------- | ----------- |
| Haltingen              | Muttenz                | 132                          |                                 | 1957             | 47° 34′ 53,0″ N, 007° 36′ 14,0″ O     | CH-DE       |
| Singen                 | Etzwilen               | 132                          |                                 |                  | 47° 42′ 49,0″ N, 008° 49′ 52,0″ O     | DE-CH       |

## Deutschland-Österreich
| Umspannwerk 1                | Umspannwerk 2               | Betreiber 1 | Betreiber 2                      | Übertragungs- spannung in kV | max. Übertragungs- leistung in MVA | Inbetrieb- nahme | Koordinaten des Grenzüberschreitungspunktes | Bemerkungen |
| ---------------------------- | --------------------------- | ----------- | -------------------------------- | ---------------------------- | ---------------------------------- | ---------------- | ------------------------------------------- | --- |
| Lindau                       | Lochau                      |             |                                  | 45                           |                                    | 1924             | 47° 32′ 46,5″ N, 009° 44′ 10,7″ O           | In den 1960er Jahren ersetzt durch zweikreisige 110-kv-Leitung Lindau – Rieden                                     |
| Lindau                       | Rieden                      | AllgäuNetz  | Vorarlberger Energienetze        | 110                          | 84                                 |                  | 47° 32′ 46,5″ N, 009° 44′ 10,7″ O           | |
| Lindau                       | Rieden                      | AllgäuNetz  | Vorarlberger Energienetze        | 110                          | 84                                 |                  | 47° 32′ 46,5″ N, 009° 44′ 10,7″ O           | |
| Lindau                       | Werben                      | AllgäuNetz  | Vorarlberger Energienetze        | 110                          |                                    | 2011             |                                             | Erdkabel |
| Herbertingen                 | Bürs                        | Amprion     | Vorarlberger Energienetze        | 220                          | 389                                | 1929             | 47° 35′ 34,6″ N, 009° 46′ 31,5″ O           | Nord-Süd-Leitung                                                                                                   |
| Dellmensingen                | Bürs                        | Amprion     | Vorarlberger Energienetze        | 220                          | 492                                | 1929             | 47° 35′ 34,6″ N, 009° 46′ 31,5″ O           | Nord-Süd-Leitung                                                                                                   |
| Dellmensingen                | Bürs                        | TransnetBW  | Vorarlberger Energienetze        | 380                          | 1369                               | 1958             | 47° 31′ 55,2″ N, 009° 52′ 11,8″ O           | |
| Obermooweiler                | Bürs                        | TransnetBW  | Vorarlberger Energienetze        | 380                          | 1369                               | 1958             | 47° 31′ 55,2″ N, 009° 52′ 11,8″ O           | |
| Rubi                         | Riezlern                    | AllgäuNetz  | Energieversorgung Kleinwalsertal | 110                          |                                    | 1982             | 47° 23′ 18,5″ N, 010° 13′ 45,8″ O           | Versorgung des Kleinwalsertals, alle Leitungsmasten aus Naturschutzgründen als niedrige Stahlrohrmasten ausgeführt |
| Rubi                         | Riezlern                    | AllgäuNetz  | Energieversorgung Kleinwalsertal | 110                          |                                    | 1982             | 47° 23′ 18,5″ N, 010° 13′ 45,8″ O           | Versorgung des Kleinwalsertals, alle Leitungsmasten aus Naturschutzgründen als niedrige Stahlrohrmasten ausgeführt |
| Füssen                       | Reutte                      | AllgäuNetz  | TINETZ                           | 110                          | 127                                |                  | 47° 33′ 33,4″ N, 010° 39′ 29,7″ O           | |
| Füssen                       | Reutte                      | AllgäuNetz  | TINETZ                           | 110                          | 127                                |                  | 47° 33′ 33,4″ N, 010° 39′ 29,7″ O           | |
| Vöhringen                    | Westtirol                   | Amprion     | Austrian Power Grid              | 220                          | 762                                | 1966             | 47° 33′ 33,2″ N, 010° 39′ 32,9″ O           | |
| Leupolz                      | Westtirol                   | Amprion     | Austrian Power Grid              | 380                          | 1316                               | 1966             | 47° 33′ 33,2″ N, 010° 39′ 32,9″ O           | |
| Walchenseekraftwerk          | Zirl                        | Bayernwerk  | TIWAG                            | 110                          |                                    | 1927             | 47° 23′ 51,0″ N, 011° 16′ 07,0″ O           | 1981 ersetzt durch zweikreisige 220-kV-Leitung Oberbrunn – Silz                                                    |
| Walchenseekraftwerk          | Zirl                        | Bayernwerk  | TIWAG                            | 110                          |                                    | 1927             | 47° 23′ 51,0″ N, 011° 16′ 07,0″ O           | 1981 ersetzt durch zweikreisige 220-kV-Leitung Oberbrunn – Silz                                                    |
| Oberbrunn                    | Silz                        | TenneT TSO  | Austrian Power Grid              | 220                          | 793                                | 1981             | 47° 23′ 58,2″ N, 011° 15′ 46,7″ O           | |
| Oberbrunn                    | Silz                        | TenneT TSO  | Austrian Power Grid              | 220                          | 793                                | 1981             | 47° 23′ 58,2″ N, 011° 15′ 46,7″ O           | |
| Kraftwerk Oberaudorf-Ebbs    | Kufstein                    | TINETZ      | TINETZ                           | 110                          | 90                                 | 1992             | 47° 36′ 19,5″ N, 012° 10′ 56,9″ O           | Ehemalige Leitung Töging–Jenbach als Verbundleitung zwischen Innwerken und TIWAG, quert dreimal die Staatsgrenze   |
| Ebbs                         | Kufstein                    | TINETZ      | TINETZ                           | 110                          | 127                                | 1992             | 47° 36′ 19,5″ N, 012° 10′ 56,9″ O           | Ehemalige Leitung Töging–Jenbach als Verbundleitung zwischen Innwerken und TIWAG, quert dreimal die Staatsgrenze   |
| Kraftwerk Oberaudorf-Ebbs    | Kufstein                    | TINETZ      | TINETZ                           | 110                          | 90                                 | 1938             | 47° 36′ 56,1″ N, 012° 12′ 30,2″ O           | Ehemalige Leitung Töging–Jenbach als Verbundleitung zwischen Innwerken und TIWAG, quert dreimal die Staatsgrenze   |
| Kraftwerk Oberaudorf-Ebbs    | Kiefersfelden               | Bayernwerk  | Bayernwerk                       | 110                          |                                    | 1992             | 47° 36′ 56,1″ N, 012° 12′ 30,2″ O           | Ehemalige Leitung Töging–Jenbach als Verbundleitung zwischen Innwerken und TIWAG, quert dreimal die Staatsgrenze   |
| Kraftwerk Nußdorf            | Kiefersfelden               | Bayernwerk  | Bayernwerk                       | 110                          |                                    | 1992             | 47° 36′ 56,1″ N, 012° 12′ 30,2″ O           | Ehemalige Leitung Töging–Jenbach als Verbundleitung zwischen Innwerken und TIWAG, quert dreimal die Staatsgrenze   |
| Ebbs                         | Kufstein                    | TINETZ      | TINETZ                           | 110                          | 127                                | 1938             | 47° 36′ 56,1″ N, 012° 12′ 30,2″ O           | Ehemalige Leitung Töging–Jenbach als Verbundleitung zwischen Innwerken und TIWAG, quert dreimal die Staatsgrenze   |
| Flintsbach                   | Kraftwerk Oberaudorf-Ebbs   | Bayernwerk  | Bayernwerk                       | 110                          |                                    | 1938             | 47° 42′ 03,5″ N, 012° 09′ 56,1″ O           | Ehemalige Leitung Töging–Jenbach als Verbundleitung zwischen Innwerken und TIWAG, quert dreimal die Staatsgrenze   |
| Kraftwerk Nußdorf            | Kiefersfelden               | Bayernwerk  | Bayernwerk                       | 110                          |                                    | 1938             | 47° 42′ 03,5″ N, 012° 09′ 56,1″ O           | Ehemalige Leitung Töging–Jenbach als Verbundleitung zwischen Innwerken und TIWAG, quert dreimal die Staatsgrenze   |
| Hirschloh                    | Oberalm                     | Bayernwerk  | Salzburg Netz                    | 110                          |                                    | 1989             | 47° 46′ 29,5″ N, 012° 55′ 59,5″ O           | |
| Hirschloh                    | Hagenau                     | Bayernwerk  | Salzburg Netz                    | 110                          |                                    | 1989             | 47° 46′ 29,5″ N, 012° 55′ 59,5″ O           | |
| Hecketstall                  | Wiestalkraftwerk            |             |                                  | 60                           |                                    | 1923             |                                             | |
| Hecketstall                  | Ach                         |             |                                  | 110                          |                                    |                  | 48° 08′ 06,0″ N, 012° 47′ 41,0″ O           | Abgebaut in den 1970er Jahren                                                                                      |
| Neuötting                    | Ranshofen                   | Bayernwerk  | Netz Oberösterreich              | 110                          |                                    | 1938             | 48° 12′ 17,0″ N, 012° 54′ 23,0″ O           | Abgebaut ca. 2010/11                                                                                               |
| Neuötting                    | Ranshofen                   | Bayernwerk  | Netz Oberösterreich              | 110                          |                                    | 1938             | 48° 12′ 17,0″ N, 012° 54′ 23,0″ O           | Abgebaut ca. 2010/11                                                                                               |
| Pirach                       | Kraftwerk Braunau-Simbach   | OBAG        | OBAG                             | 110                          |                                    |                  | 48° 14′ 02,0″ N, 012° 59′ 38,0″ O           | Abgebaut um 1990                                                                                                   |
| Simbach                      | Kraftwerk Braunau-Simbach   | OBAG        | OBAG                             | 110                          |                                    |                  | 48° 14′ 02,0″ N, 012° 59′ 38,0″ O           | Abgebaut um 1990                                                                                                   |
| Neuötting                    | Kraftwerk Braunau-Simbach   | Bayernwerk  | Bayernwerk                       | 110                          | 102                                |                  | 48° 14′ 37,6″ N, 013° 00′ 18,6″ O           | Erdkabel durch das Kraftwerk Braunau-Simbach                                                                       |
| Neuötting                    | Kraftwerk Braunau-Simbach   | Bayernwerk  | Bayernwerk                       | 110                          | 102                                |                  | 48° 14′ 37,6″ N, 013° 00′ 18,6″ O           | Erdkabel durch das Kraftwerk Braunau-Simbach                                                                       |
| Simbach                      | St. Peter                   | TenneT TSO  | Austrian Power Grid              | 220                          | 301                                | 1941             | 48° 16′ 02,6″ N, 013° 03′ 36,3″ O           | Reichssammelschiene                                                                                                |
| Sittling                     | St. Peter                   | TenneT TSO  | Austrian Power Grid              | 220                          | 301                                | 1941             | 48° 16′ 02,6″ N, 013° 03′ 36,3″ O           | Reichssammelschiene                                                                                                |
| Pirach                       | St. Peter                   | TenneT TSO  | Austrian Power Grid              | 220                          | 518                                | 1966             | 48° 16′ 06,9″ N, 013° 03′ 39,6″ O           | |
| Pleinting                    | St. Peter                   | TenneT TSO  | Austrian Power Grid              | 220                          | 518                                | 1966             | 48° 16′ 06,9″ N, 013° 03′ 39,6″ O           | |
| Kraftwerk Ering-Frauenstein  | St. Peter                   | Bayernwerk  | Netz Oberösterreich              | 110                          | 152                                | 1942             | 48° 17′ 26,9″ N, 013° 09′ 52,6″ O           | |
| Kraftwerk Ering-Frauenstein  | St. Peter                   | Bayernwerk  | Netz Oberösterreich              | 110                          | 152                                | 1942             | 48° 17′ 26,9″ N, 013° 09′ 52,6″ O           | |
| Kraftwerk Egglfing-Obernberg | St. Peter                   | Bayernwerk  | Netz Oberösterreich              | 110                          | 105                                |                  | 48° 17′ 26,4″ N, 013° 09′ 59,9″ O           | |
| Kraftwerk Schärding-Neuhaus  | St. Peter                   | TenneT TSO  | TenneT TSO                       | 220                          |                                    | 1956             | 48° 17′ 43,0″ N, 013° 12′ 25,1″ O           | |
| Kraftwerk Schärding-Neuhaus  | St. Peter                   | TenneT TSO  | TenneT TSO                       | 220                          |                                    | 1956             | 48° 17′ 43,0″ N, 013° 12′ 25,1″ O           | |
| Kraftwerk Egglfing-Obernberg | Antiesenhofen               | Bayernwerk  | Netz Oberösterreich              | 110                          | 102                                |                  | 48° 19′ 53,6″ N, 013° 20′ 32,9″ O           | |
| Kraftwerk Schärding-Neuhaus  | St. Peter                   | TenneT TSO  | TenneT TSO                       | 220                          |                                    | 1956             | 48° 26′ 14,8″ N, 013° 26′ 25,9″ O           | |
| Kraftwerk Schärding-Neuhaus  | St. Peter                   | TenneT TSO  | TenneT TSO                       | 220                          |                                    | 1956             | 48° 26′ 14,8″ N, 013° 26′ 25,9″ O           | |
| Kraftwerk Passau-Ingling     | Aigerding                   | Bayernwerk  | Netz Oberösterreich              | 110                          |                                    |                  | 48° 19′ 53,6″ N, 013° 20′ 32,9″ O           | Erdkabel durch das Kraftwerk Passau-Ingling                                                                        |
| Kraftwerk Jochenstein        | Kraftwerk Schärding-Neuhaus | TenneT TSO  | TenneT TSO                       | 220                          |                                    | 1956             | 48° 30′ 53,5″ N, 013° 43′ 12,7″ O           | |
| Kraftwerk Jochenstein        | Kraftwerk Schärding-Neuhau  | TenneT TSO  | TenneT TSO                       | 220                          |                                    | 1956             | 48° 30′ 53,5″ N, 013° 43′ 12,7″ O           | |
| Hauzenberg                   | Kraftwerk Ranna             | Bayernwerk  | Netz Oberösterreich              | 110                          | 90                                 | 1940             | 48° 31′ 18,3″ N, 013° 43′ 54,0″ O           | Abgebaut 2022 |
| Passau                       | Kraftwerk Ranna             | Bayernwerk  | Netz Oberösterreich              | 110                          | 90                                 | 1940             | 48° 31′ 18,3″ N, 013° 43′ 54,0″ O           | Abgebaut 2022 |

### Bahnstrom
| Umspannwerk im 1. Land | Umspannwerk im 2. Land | Übertragungs- spannung in kV | Maximale Übertragungs- leistung | Inbetrieb- nahme | Lage des Grenz- überschreitungspunkts | Bemerkungen          |
| ---------------------- | ---------------------- | ---------------------------- | ------------------------------- | ---------------- | ------------------------------------- | -------------------- |
| Walchenseekraftwerk    | Zirl                   | 110                          |                                 | 1941             | 47° 23′ 55,0″ N, 011° 15′ 53,0″ O     |                      |
| Traunstein             | Steinsdorf             | 110                          |                                 | 1939             | 47° 53′ 20,0″ N, 012° 58′ 25,0″ O     | Erneuerung 1997–1998 |

## Deutschland-Luxemburg
| Umspannwerk 1 | Umspannwerk 2 | Betreiber 1 | Betreiber 2 | Übertragungs- spannung in kV | max. Übertragungs- leistung in MVA | Inbetrieb- nahme | Koordinaten des Grenzüberschreitungspunktes | Bemerkungen              |
| ------------- | ------------- | ----------- | ----------- | ---------------------------- | ---------------------------------- | ---------------- | ------------------------------------------- | ------------------------ |
| Niederstedem  | Vianden       | Amprion     | Amprion     | 220                          | 365                                |                  | 49° 57′ 23,6″ N, 006° 11′ 39,7″ O           |                          |
| Niederstedem  | Vianden       | Amprion     | Amprion     | 220                          | 365                                |                  | 49° 57′ 23,6″ N, 006° 11′ 39,7″ O           |                          |
| Niederstedem  | Vianden       | Amprion     | Amprion     | 220                          | 730                                |                  | 49° 57′ 23,5″ N, 006° 11′ 39,7″ O           |                          |
| Bauler        | Vianden       | Amprion     | Amprion     | 220                          | 730                                |                  | 49° 57′ 23,5″ N, 006° 11′ 39,7″ O           |                          |
| Bauler        | Fléiber       | Amprion     | Creos       | 220                          | 490                                | 1987             | 49° 57′ 21,7″ N, 006° 11′ 40,2″ O           |                          |
| Bauler        | Roost         | Amprion     | Creos       | 220                          | 490                                | 1987             | 49° 57′ 21,7″ N, 006° 11′ 40,2″ O           |                          |
| Trier         | Heisdorf      | Amprion     | Creos       | 220                          | 490                                | 1964             | 49° 44′ 14,6″ N, 006° 30′ 07,6″ O           |                          |
| Quint         | Heisdorf      | Amprion     | Creos       | 220                          | 490                                | 1964             | 49° 44′ 14,6″ N, 006° 30′ 07,6″ O           | begann bis 1993 in Trier |

## Deutschland-Belgien
| Umspannwerk im 1. Land | Umspannwerk im 2. Land | Übertragungs- spannung in kV | Maximale Übertragungs- leistung | Inbetrieb- nahme | Lage des Grenz- überschreitungspunkts | Bemerkungen |
| ---------------------- | ---------------------- | ---------------------------- | ------------------------------- | ---------------- | ------------------------------------- | ----------- |
| Oberzier               | Lixhe (Visé)           | 320                          |                                 | 2020             | 50° 43′ 10,8″ N, 006° 07′ 07,4″ O     | ALEGrO      |

## Deutschland-Tschechien
| Umspannwerk 1 | Umspannwerk 2 | Betreiber 1          | Betreiber 2 | Übertragungs- spannung in kV | max. Übertragungs- leistung in MVA | Inbetrieb- nahme | Koordinaten des Grenzüberschreitungspunktes | Bemerkungen |
| ------------- | ------------- | -------------------- | ----------- | ---------------------------- | ---------------------------------- | ---------------- | ------------------------------------------- | --- |
| Röhrsdorf     | Hradec        | 50Hertz Transmission | ČEPS        | 380                          | 1.476                              | 1976             | 50° 31′ 47,0″ N, 013° 12′ 33,0″ O           | |
| Röhrsdorf     | Hradec        | 50Hertz Transmission | ČEPS        | 380                          | 1.476                              | 1976             | 50° 31′ 47,0″ N, 013° 12′ 33,0″ O           | |
| Zwönitz       | Hradec        | Vattenfall           | ČEPS        | 220                          | 415                                | 1960             | 50° 31′ 43,9″ N, 013° 12′ 33,2″ O           | Zunächst Verbindung Zwönitz – Výškov, Bau des Umspannwerks Hradec 1963 Verwendet wurden beiderseits der Grenze Portalmasten mit zwei Stützen und einer Traverse Die Leitung wurde am 11. September 1995 im Zuge der Synchronisierung des ostdeutschen Netzes mit dem westdeutschen und der kurz darauf vollendeten Synchronisierung des CENTREL-Netzes mit dem des UCTE vom Netz abgekoppelt und danach nicht wieder in Betrieb genommen. Abbau 1999. Die 220-kV-Schaltanlage im Umspannwerk Zwönitz wurde 2001/02 durch eine 380-kV-Anlage ersetzt und per Doppelstich in die 380-kV-Leitung Röhrsdorf–Hradec eingebunden. Der Abschnitt Hradec – Výškov auf tschechischem Gebiet existiert noch. |
| Zwönitz       | Hradec        | Vattenfall           | ČEPS        | 220                          | 415                                | 1960             | 50° 31′ 43,9″ N, 013° 12′ 33,2″ O           | Zunächst Verbindung Zwönitz – Výškov, Bau des Umspannwerks Hradec 1963 Verwendet wurden beiderseits der Grenze Portalmasten mit zwei Stützen und einer Traverse Die Leitung wurde am 11. September 1995 im Zuge der Synchronisierung des ostdeutschen Netzes mit dem westdeutschen und der kurz darauf vollendeten Synchronisierung des CENTREL-Netzes mit dem des UCTE vom Netz abgekoppelt und danach nicht wieder in Betrieb genommen. Abbau 1999. Die 220-kV-Schaltanlage im Umspannwerk Zwönitz wurde 2001/02 durch eine 380-kV-Anlage ersetzt und per Doppelstich in die 380-kV-Leitung Röhrsdorf–Hradec eingebunden. Der Abschnitt Hradec – Výškov auf tschechischem Gebiet existiert noch. |
| Etzenricht    | Hradec        | TenneT TSO           | ČEPS        | 380                          | 1.639                              | 1992             | 49° 38′ 33,0″ N, 012° 31′ 13,0″ O           | bis 1995 HGÜ-Kurzkupplung |
| Etzenricht    | Přeštice      | TenneT TSO           | ČEPS        | 380                          | 1.645                              | 1997             | 49° 38′ 33,0″ N, 012° 31′ 13,0″ O           | |

## Deutschland-Polen
| Umspannwerk 1        | Umspannwerk 2        | Betreiber 1                | Betreiber 2                   | Übertragungs- spannung in kV | max. Übertragungs- leistung in MVA | Inbetrieb- nahme | Koordinaten des Grenzüberschreitungspunktes | Bemerkungen |
| -------------------- | -------------------- | -------------------------- | ----------------------------- | ---------------------------- | ---------------------------------- | ---------------- | ------------------------------------------- | --- |
| Vierraden            | Krajnik              | 50Hertz Transmission       | PGE Polska Grupa Energetyczna | 220                          | 173                                | 1987             | 53° 10′ 11,4″ N, 014° 57′ 49,1″ O           | Umstellung auf 380 kV Spannung geplant |
| Vierraden            | Krajnik              | 50Hertz Transmission       | PGE Polska Grupa Energetyczna | 220                          | 173                                | 1987             | 53° 10′ 11,4″ N, 014° 57′ 49,1″ O           | Umstellung auf 380 kV Spannung geplant |
| Trattendorf          | Hansdorf             | EWAG                       | EWAG                          | 110                          |                                    | 1926             |                                             | Nach Grenzverschiebung 1945 demontiert siehe 110-kV-Leitung Trattendorf–Tschechnitz |
| Trattendorf          | Hansdorf             | EWAG                       | EWAG                          | 110                          |                                    | 1926             |                                             | Nach Grenzverschiebung 1945 demontiert siehe 110-kV-Leitung Trattendorf–Tschechnitz |
| Niesky               | Kohlfurt             |                            |                               | 40                           |                                    | 1940er           |                                             | Nach Grenzverschiebung 1945 demontiert, Anbindung des Umspannwerks Niesky von Görlitz aus |
| Niesky               | Kohlfurt             | 40                         |                               |                              |                                    | 1940er           |                                             | Nach Grenzverschiebung 1945 demontiert, Anbindung des Umspannwerks Niesky von Görlitz aus |
| Hirschfelde          | Görlitz-Weinhübel    | ASW                        | ASW                           | 40                           |                                    | 1942             |                                             | Zweifache Querung der Lausitzer Neiße vor 1945, nach Grenzverschiebung Umverlegung der Leitung auf deutsches Gebiet 1946 |
| Hirschfelde          | Görlitz-Leopoldshain | ASW                        | ASW                           | 40                           |                                    | 1926             |                                             | Nach Grenzverschiebung Umverlegung der gesamten Leitung auf deutschem Gebiet ins Umspannwerk Weinhübel im Jahr 1946 und Umstellung auf 110 kV in den folgenden Jahren |
| Hirschfelde          | Görlitz-Weinhübel    | ASW                        | ASW                           | 40                           |                                    | 1926             |                                             | Nach Grenzverschiebung Umverlegung der gesamten Leitung auf deutschem Gebiet ins Umspannwerk Weinhübel im Jahr 1946 und Umstellung auf 110 kV in den folgenden Jahren |
| Hagenwerder          | Mikułowa             | Vereinigte Energiewerke AG | PGE Polska Grupa Energetyczna | 220                          |                                    | 1960             | 51° 03′ 08,0″ N, 014° 57′ 50,0″ O           | Vor Einrichtung des Netzverbunds VES 1962 Richtbetrieb vom Kraftwerk Hagenwerder mit dem polnischen Netz. 1998 Außerbetriebnahme der Leitung aufgrund Umstellung des UW Hagenwerder von 220 auf 380 kV und Einrichtung einer 380-kV-Doppelleitung zwischen Hagenwerder und Mikułowa. Abbau der Leitung um 1999 |
| Hagenwerder          | Mikułowa             | Vereinigte Energiewerke AG | PGE Polska Grupa Energetyczna | 220                          |                                    | 1960             | 51° 03′ 08,0″ N, 014° 57′ 50,0″ O           | Vor Einrichtung des Netzverbunds VES 1962 Richtbetrieb vom Kraftwerk Hagenwerder mit dem polnischen Netz. 1998 Außerbetriebnahme der Leitung aufgrund Umstellung des UW Hagenwerder von 220 auf 380 kV und Einrichtung einer 380-kV-Doppelleitung zwischen Hagenwerder und Mikułowa. Abbau der Leitung um 1999 |
| Kiesdorf             | Mikułowa             | Vereinigte Energiewerke AG | PGE Polska Grupa Energetyczna | 380                          |                                    | 1974             | 51° 03′ 10,1″ N, 014° 57′ 49,1″ O           | [ 13 ] |
| Hagenwerder          | Mikułowa             | 50Hertz Transmission       | PGE Polska Grupa Energetyczna | 380                          | 1.302                              | 1999             | 51° 03′ 10,1″ N, 014° 57′ 49,1″ O           | Umbau der einkreisigen Leitung Kiesdorf – Mikułowa in zweikreisige Verbindung Hagenwerder – Mikułowa nach Umbau des Umspannwerks Hagenwerder auf 380 kV und Wegfalls des Umspannwerks Kiesdorf |
| Hagenwerder          | Mikułowa             | 50Hertz Transmission       | PGE Polska Grupa Energetyczna | 380                          | 1.302                              | 1999             | 51° 03′ 10,1″ N, 014° 57′ 49,1″ O           | Umbau der einkreisigen Leitung Kiesdorf – Mikułowa in zweikreisige Verbindung Hagenwerder – Mikułowa nach Umbau des Umspannwerks Hagenwerder auf 380 kV und Wegfalls des Umspannwerks Kiesdorf |
| Hagenwerder Schmölln | KWB Turów T-1        | ENSO Energie Sachsen Ost   | PGE Polska Grupa Energetyczna | 110                          |                                    |                  | 50° 56′ 46,0″ N, 014° 53′ 43,4″ O           | Einkreisige Reserveleitung als Abzweig der Leitung Hagenwerder–Schmölln (ehem. Portalmast- leitung) für den Tagebau Turów: bei zu wenig bereitgestellter Leistung aus dem Kraftwerk Turów ist eine Versorgung aus dem deutschen Netz möglich                                                                   |

## Deutschland-Dänemark
| Umspannwerk im 1. Land | Umspannwerk im 2. Land | Übertragungs- spannung in kV | Maximale Übertragungs- leistung | Inbetrieb- nahme | Lage des Grenz- überschreitungspunkts | Bemerkungen |
| ---------------------- | ---------------------- | ---------------------------- | ------------------------------- | ---------------- | ------------------------------------- | ----------- |
| Audorf                 | Kassø                  | 400                          |                                 |                  | 54° 51′ 35,6″ N, 009° 11′ 34,3″ O     |             |
| Flensburg              | Kassø                  | 220                          |                                 |                  | 54° 48′ 22,0″ N, 009° 19′ 22,0″ O     |             |
| Flensburg              | Ensted                 | 220                          |                                 |                  | 54° 48′ 22,0″ N, 009° 19′ 22,0″ O     |             |
| Flensburg              | Ensted                 | 150                          | 150                             |                  | 54° 50′ 21,5″ N, 009° 23′ 50,1″ O     |             |
| Bentwisch (Rostock)    | Bjæverskov             | 400 (HGÜ)                    | 600                             | 1995             |                                       | Kontek      |

## Deutschland-Schweden
| Umspannwerk im 1. Land | Umspannwerk im 2. Land | Übertragungs- spannung in kV | Maximale Übertragungs- leistung | Inbetrieb- nahme | Lage des Grenz- überschreitungspunkts | Bemerkungen  |
| ---------------------- | ---------------------- | ---------------------------- | ------------------------------- | ---------------- | ------------------------------------- | ------------ |
| Lübeck-Herrenwyk       | Arrie                  | 450 (HGÜ)                    | 600                             | 1994             |                                       | Baltic Cable |

## Deutschland-Großbritannien
Die HGÜ-Leitung NeuConnect ist im Bau.

## Niederlande-Großbritannien
| Umspannwerk im 1. Land | Umspannwerk im 2. Land | Übertragungs- spannung in kV | Maximale Übertragungs- leistung | Inbetrieb- nahme | Lage des Grenz- überschreitungspunkts | Bemerkungen |
| ---------------------- | ---------------------- | ---------------------------- | ------------------------------- | ---------------- | ------------------------------------- | ----------- |
| Maasvlakte             | Isle of Grain          | ±450 kV (HGÜ)                | 1000                            | 2011             |                                       | BritNed     |